# Projekt 571

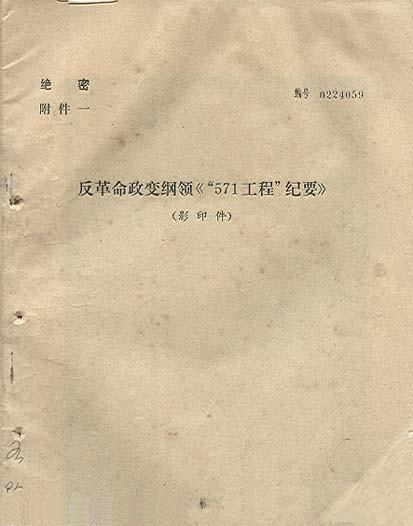
Entwurf des Projekts 571

Projekt 571 (chinesisch 五七一工程, Pinyin Wǔqīyī gōngchéng) bezeichnet einen angeblichen Putschplan gegen Mao Zedong, den Unterstützer des Vizeministerpräsidenten Lin Biao 1971 versucht hätten. Der Plan wurde 1971 von der kommunistischen Partei Chinas veröffentlicht, um die Umstände des Flugunfalls bei Öndörchaan, bei dem Lin Biao und einige seiner Unterstützer starben, zu erklären. Nach der Version habe er nach einem missglückten Staatsstreich eine Flucht in die Sowjetunion versucht und sei dabei umgekommen. Sowohl unabhängige Untersuchungen als auch Untersuchungen von der Partei selbst legen aber nahe, dass der Plan, sofern er echt ist, nicht von Lin Biao stammte, sondern von seinem Sohn Lin Liguo. Viele Details um die damaligen Ereignisse bleiben bis heute ungeklärt.

## Inhalt
Der Name des Projekts „571“ wurde gewählt, da die Ziffernfolge 五七一,  wǔqīyī, in Mandarin fast homophon zu 武起义,  wǔqǐyì, „bewaffneter Aufstand“ ist. Der Großteil des veröffentlichten Dokumentes beschäftigt sich nicht mit der konkreten Planung eines militärischen Umsturzes, sondern mit politischer Kritik, die vor allem die Kulturrevolution und den Personenkult um Mao Zedong angriffen. Der Autor sei besorgt über das Absinken des Lebensstandards, über die Ausbeutung der Arbeiterschaft, über die Unzufriedenheit unter den Offizieren und im Parteikader. China bewege sich zu einem „patriarchalischen System einer feudalistischen Diktatur und Alleinherrschaft“. Das Dokument selbst verwendet viele Decknamen, die das Verständnis erschweren, so wird zum Beispiel Mao Zedong als B-52 bezeichnet.
In den wenigen Abschnitten, die sich mit der militärischen Planung beschäftigten, schätzt der Autor die ungefähre Unterstützung innerhalb der Volksbefreiungsarmee ein. Er kommt zum Schluss, dass vor allem Unterstützung von einigen Divisionen der Luftwaffe, von einigen Landtruppen (vor allem denen, die Lin Biao als treu ergeben galten) und einigen Provinzen Chinas zu erwarten sei. Die Unterstützung für den Putsch sei also „zur Zeit noch nicht ausreichend“.

## Geschichte und Autorenschaft
Der Plan wurde kurz nach dem Flugunfall bei Öndörchaan 1971 als Beweis für angebliche Umsturzpläne von Lin Biao veröffentlicht. Nach der Befragung von Lei Weixin, einem der wenigen überlebenden Verschwörer, und Huang Yongsheng kamen interne Untersuchungen aber mit der Zeit zum Schluss, dass der Plan wohl eher von Lin Biaos Sohn, Lin Liguo, der bei dem Flugunfall ebenfalls verstarb, verfasst worden sei. Schon früh erhoben westliche Historiker Einsprüche, dass ein militärisches Genie wie Lin Biao wohl kaum ein Dokument verfasst haben könne, das sich so wenig mit der militärischen Planung beschäftigte. Die ungewöhnlich starke Fokussierung auf die Luftwaffe ließ schon früh die Autorenschaft seines Sohnes, der Offizier der Luftwaffe war, vermuten. Bis heute herrscht Unklarheit, ob Lin Biao überhaupt Kenntnis von diesem Dokument hatte.
Nach offizieller Darstellung sind die Geschehnisse wie folgt passiert: Nach dem IX. Parteitag 1969 wurde Lin Biao faktischer Nachfolger Maos. Zhou Enlai behauptete später, Lin Biaos Geist sei trotz der Nominierung als Nachfolger unruhig geblieben, denn er wusste, dass er nie die echte Nachfolge antreten werde. So habe er gemeinsam mit seiner Frau Ye Qun ein Attentat zu planen begonnen. In einem Geheimtreffen 1971 schrieb sein Sohn dann den ersten Entwurf des Projekt 571. Mao Zedong, der von all den Geschehnissen nichts wusste, plante im August 1971, Lin Biao seiner Posten zu entheben. Lin Biao, der davon in Kenntnis gesetzt wurde, wollte das Projekt 571 vorzeitig beginnen und der Entmachtung mit einem fingierten Zugunfall, bei dem Mao Zedong sterben sollte, zuvorkommen. Am 12. September sollte der Unfall geschehen, aber unerwarteterweise änderte Mao seine Reiseroute, wodurch der Plan scheiterte. Lin Biao habe nach dem Scheitern zunächst geplant, vom Süden aus einen Aufstand zu starten und mit der Hilfe der Sowjetunion (siehe Chinesisch-sowjetisches Zerwürfnis) Peking einzunehmen. Da dies unpraktisch erschien, habe er sich zu einer Flucht entschlossen und sei dann bei dem Flugunfall verstorben.
Nach dem Scheitern des Planes kam es zu einer Säuberung innerhalb der Volksbefreiungsarmee und als eine der letzten Phasen der Kulturrevolution begann eine Großkampagne gegen die Unterstützer Lin Baos.